# Falsanoplistes borneensis
Falsanoplistes borneensis är en skalbaggsart som beskrevs av Hayashi 1969. Falsanoplistes borneensis ingår i släktet Falsanoplistes och familjen långhorningar. Inga underarter finns listade i Catalogue of Life.